# 九月屠杀

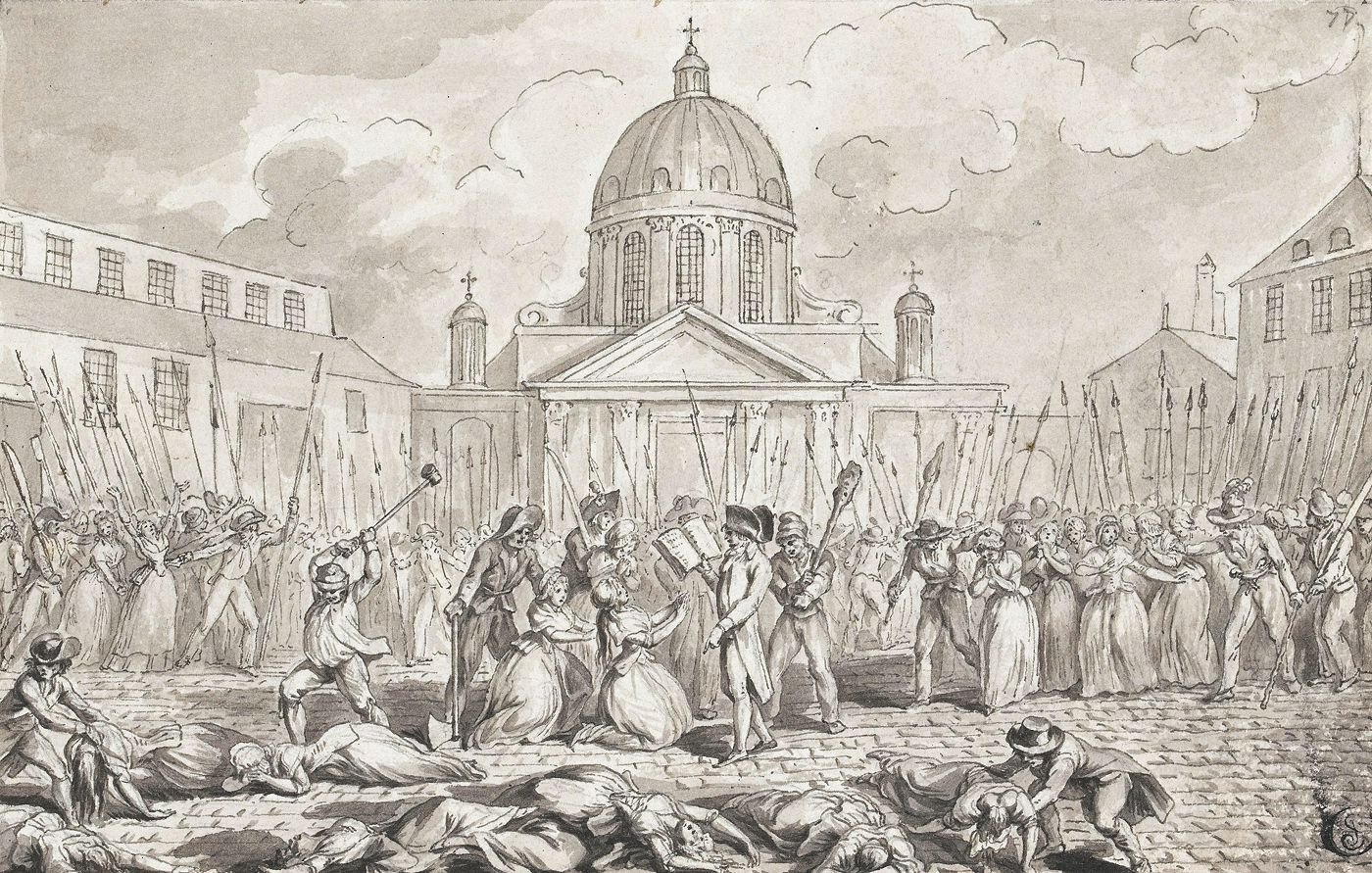
九月屠殺

九月屠殺，是法國大革命期間在1792年夏季末(1792年9月2日-6日)巴黎及全國各處城市持續五日的殺戮風潮。人們擔心，外國反法盟軍和保皇黨軍隊會襲擊巴黎，然後這個城市監獄的囚犯們將被釋放，並加入他們的行列。激進分子呼籲採取先發制人的行動，特別是新聞記者讓-保爾·馬拉，他號召應徵入伍者出發保衛國家前要把囚犯先殺掉，他們才能無牽掛。由國民自衛軍和一些國民警衛聯盟的暴徒們實施該行動；市政府，巴黎公社，縱容並呼籲其他城市效仿跟進。
到9月6日，巴黎監獄已有一半的犯人被處決：大約1200至1400名囚犯。這之中有233名拒絕宣誓服從教士的公民組織法的天主教教士。然而，大多數遇害者都是普通罪犯。許多其他法國城市也效仿進行了大屠殺。這場殺戮沒有人被起訴，但政治影響第一受傷的是吉倫特派（他們似乎過於溫和）及後來的雅各賓派（他們似乎太嗜血）。

## 背景
在九月大屠殺前夕，巴黎政治局勢是高度的激昂，是因對叛國者和外國侵略者可怕傳言所引起的。
1792年8月9日的晚上，雅各賓派的暴動罷黜了巴黎公社的市長熱羅姆·佩蒂翁·德·維爾納夫，並宣布由過渡當局領導新的革命公社。第二天，起義者攻佔杜樂麗宮。國王路易十六與王室逃至立法議會尋求庇護，他的國王統治權力被暫停；一個事實上的行政官被任命，但實際的決策權力掌握在新的革命公社，他們的力量建構在可調動巴黎絕大多數絕對貧困的人民，被稱為無套褲漢。巴黎48個派別'均配備了突擊前一天從兵工廠裡搜刮的彈藥，取代60個國民警衛隊。現在，新的武裝力量支持下，公社和它的無套褲漢取得城市的控制權，並主導了立法議會和它的決議。幾個星期公社就是法蘭西實際的政府。
公社採取了重大步驟推動民主化革命：採取普選，平民武裝，全面廢除剩餘的貴族特權，拍賣流亡分子的資產。這些事件意味著從政治和憲法角度改變吉倫特派的方向到由公社提出更社會化的觀點，如同8月27日皮埃尔-約瑟夫·康邦的宣布：
為了更有效的抵制專制主義的捍衛者，我們必須專注窮人的命運，我們必須將一無所有的群眾和革命結合起來，我們必須改變人民的信念成為革命推動力量。
除了這些措施，公社致力於訂定鎮壓所有涉嫌反革命的政治活動的政策。於8月11日開始，巴黎的每個派別部門任命它們的警戒委員會。大多數這些分散的委員會，而不是公社，實施1792年八月和九月的壓制。從8月15日至25日，登記立案的大約拘留了500名。有一半的拘留人是因拒絕宣誓服從教士的公民組織法的教士，但即使曾經完成發誓程序的祭司們也在這波運動中被逮補。在巴黎，所有的修道院被關閉，而其餘的宗教教團依據8月15日的法律解散。

## 不倫瑞克公爵入侵
9月2日，不倫瑞克公爵率領普魯士軍隊在8月19日入侵了法國，並已奪取關鍵要塞凡爾登的消息傳到巴黎。他正迅速向首都進軍。早在8月1日，布倫瑞克已經發布“布倫瑞克宣言”。他宣稱的目標是：“要結束法蘭西內部的無政府狀態，阻止對王座和聖壇的攻擊，重新建立法律權力，恢復國王的安全和他現在被剝奪的自由，並恢復他的職位，行使屬於他的合法權力。”
此外，宣言威脅法蘭西人民抵制帝國和普魯士軍隊或君主制的復辟，將會受到即時的處罰。這些信息推動革命暴民歇斯底里的第一波激動狂潮。到八月底，謠言稱在巴黎-如拒絕宣誓的教士-許多反對革命者，將支持外國結盟勢力對抗革命。此外，巴黎糧食庫存廣泛的缺乏。

## 大屠殺的報導

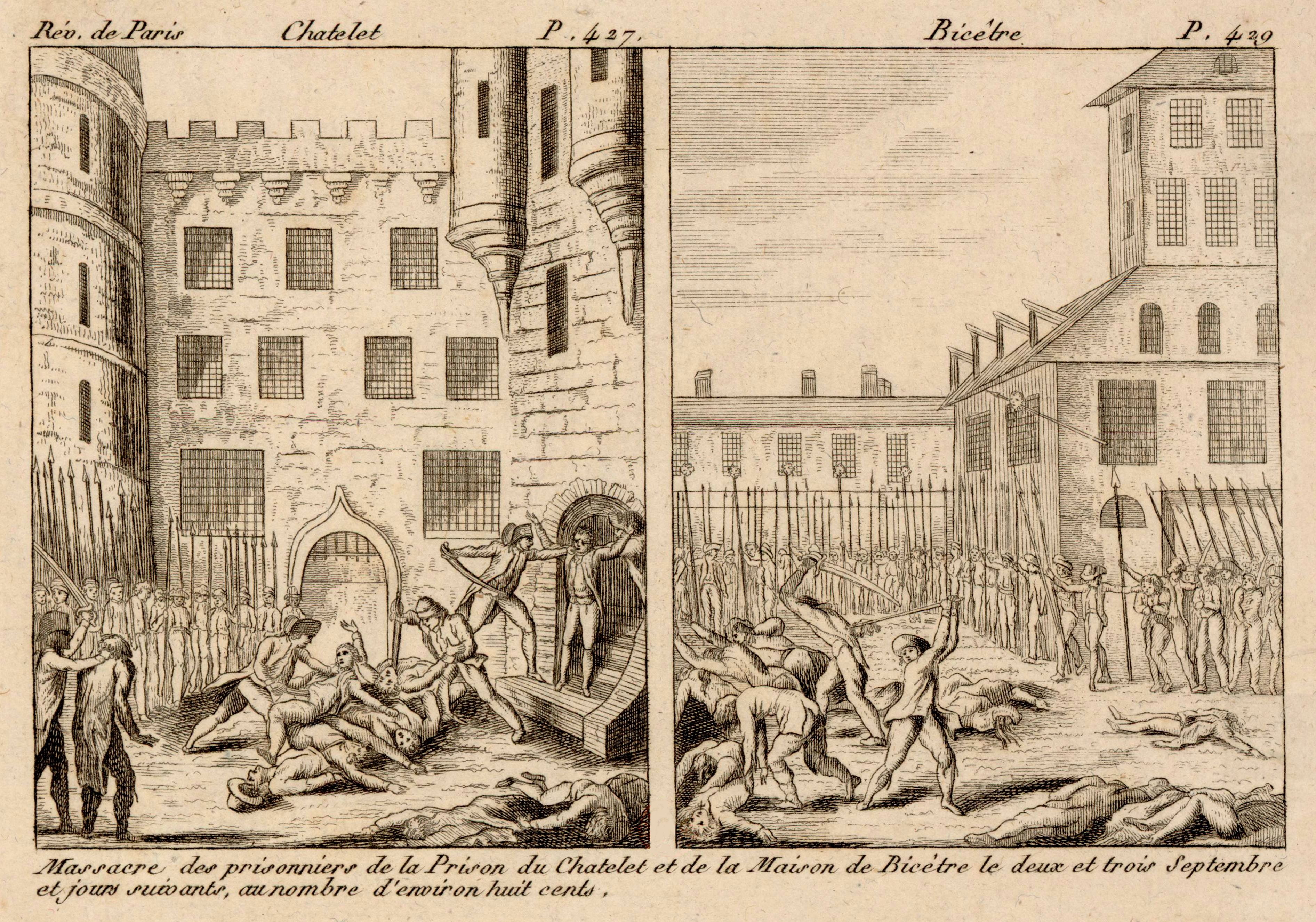
發生在巴黎對囚犯的大屠殺

當不倫瑞克奪取了凡爾登達的消息傳到國民公會，他們下令鳴放警炮，提升了恐慌感。在戰神廣場徵招了60,000名軍隊，英國大使報導：
在一個黨派煽動一些人或其他的當事人宣稱，只要監獄裡充滿了叛徒（他們如此稱呼，那些被禁閉在不同的監獄和教會），他們不會離開巴黎，在如此大量公民出征不在的情況下，叛徒可能反抗，影響不僅是釋放國王陛下，而且會全面的推動反革命。
第一個屠殺的實例發生在當24個拒絕宣誓的教士正被轉送到聖日耳曼德佩修道院的修道院监狱，在革命政府時這裡成為國家監獄。他們被暴徒攻擊，當他們正試圖逃進監獄時，他們全部都很快的被殺，然後肢解屍體，根據英國外交急件紀載“伴隨野蠻的情况太震撼了以致無法描述”。關於284名囚犯，135人被殺，27人轉移，86獲得了自由，並有36人的命運不確定。在9月2日下午，加尔默罗会监狱（设于加尔默罗会修道院）150教士也被屠殺，大多數是無套褲漢。在9月3和4日，群眾闖入巴黎其他監獄，在那裡他們謀殺囚犯，有人擔心反革命將會幫助入侵的普魯士人。從9月2日至7日，即決審判在巴黎所有監獄舉行。將近1400個囚犯被判決並處死，實際上一半是前幾天的拘留者。受害者中有超過200個教士，及大約100名瑞士近衛隊，許多政治犯和貴族，其中包括皇后的朋友薩伏依公主瑪麗·路易莎。
尼古拉·埃德姆·雷蒂夫看到屍體在大沙特莱（Grand Châtelet）門前堆成小山並目睹暴行，記錄在他《巴黎之夜》書中（Les Nuits de Paris 1793年）。

## 烈士
191位聖職者在大屠殺中集體被殺害，1926年10月17日由教皇庇護十一世封聖。這些殉教者包括桑特总主教皮埃爾-路易·德·拉羅什富科-巴耶、阿尔勒总主教让-马里·迪洛、博韋主教弗朗索瓦-約瑟夫·德·拉羅什富科-巴耶和聖莫爾修會末任總會長安布鲁瓦兹·谢弗勒。